# 아프리카의 세계기록유산
본 목록은 한글자모순으로 정렬되었습니다.

### 가나
- 네덜란드 서인도회사 기록물 / Dutch West India Company (Westindische Compagnie) Archives (네덜란드, 브라질, 가나, 가이아나, 네덜란드령앤틸리스제도, 수리남, 영국, 미국 각국의 기록보관소 , 2011)

### 나미비아
- 헨드릭 윗부이 서한집 / Letter Journals of Hendrik Witbooi (나미비아 국립기록보존소 , 2005)

### 남아프리카 공화국
- 빌헬름 블레크 기록물 / The Bleek Collection (케이프타운대학 남아프리카 도서관 , 1997)
- 네덜란드 동인도회사 기록물 / Archives of the Dutch East India Company (케이프타운 기록보관소(Cape Town Archives Repository) , 타밀나두 기록보관소, 스리랑카 국가기록보관소, 인도네시아공화국 국가기록보관소(Arsip Nasional Republik Indonesia), 네덜란드 국가기록보관소(Nationaal Archief) , 2003)
- 해방운동 영상자료 컬렉션 / LIBERATION STRUGGLE LIVING ARCHIVE COLLECTION (DOXA 프로덕션, 2007)
- 형사법원 사건번호 제253호/1963년(넬슨 만델라 등에 대한 공소문) / Criminal Court Case No. 253/1963(State Versus N Mandela and Others) (남아프리카공화국 국가기록원 , 2007)
- 1991-1992 코데사(남아프리카공화국의 민주주의 협정) 기록물 및 1993 다당 협상 과정 / Archives of the CODESA (Convention For a Democratic South Africa) 1991-1992 and Archives of the Multi-Party Negotiating Process 1993 (국가 기록원, 남아프리카 기록원 , 2013)

### 마다가스카르
- 왕실 문서 (1824-1897) / Royal Archives (1824-1897) (안타나나리보 국립기록원 , 2009)

### 모로코
- 키타브 알 이바르 와 디완 알 무브타다 와 알 카바르 / Kitab al-ibar, wa diwan al-mobtadae wa al-khabar (알 카라우인 도서관 , 2011)

### 모리셔스
- 프랑스의 모리셔스 점령기 기록 / Records of the French Occupation of Mauritius (모리셔스 기록보존소 , 1997)

### 베냉
- 식민지 시대 문서 / Colonial Archives (베냉 국립기록보존소 , 1997)

### 세네갈
- 프랑스령 서아프리카 연방 기록물 / Fonds of the “Afrique Occidentale Francaise”, 1895-1959 (세네갈 기록보존소 , 1997)

### 에티오피아
- 에티오피아 국립기록보존소·도서관 소장 기록물 / Treasures from the National Archives and Library Organizations of Ethiopia (에티오피아 국립기록보존소·도서관 소장 , 1997)

### 탄자니아
- 국립문서기록원 독일 자료 / German Records of the National Archives (탄자니아 국립문서기록원 , 1997)
- 아랍어 전적(典籍) 특별 문고 / Collection of Arabic Manuscripts and Books (잔지바르 국립문서기록원 , 2003)

### 튀니지
- 18세기 및 19세기 튀니지의 해적행위 및 국제관계 / Privateering and the international relations of the Regency of Tunis in the 18th and 19th centuries (튀니지 국립사료실 , 2011)

## 같이 보기
- 아시아와 오세아니아의 세계기록유산
- 유럽의 세계기록유산
- 아메리카의 세계기록유산
- 국제 기구의 세계기록유산

- 세계유산
- 세계기록유산
- 세계무형유산
- 세계유산 잠정목록